# Embajada de Ucrania en Austria
La Embajada de Ucrania en Viena es la misión diplomática de Ucrania en Austria. El edificio de la embajada se encuentra en la Naaffgasse en Viena. El embajador de Ucrania en Austria ha sido Alexander Serba desde el 2014.

## Historia
Por cinco años desde 1918 a 1923, la República Popular Ucraniana tenía una misión diplomática en Viena. Tras el colapso de la Unión Soviética, Ucrania se declaró independiente en 1991. Las relaciones diplomáticas se establecieron el 26 de septiembre de 1991 en Nueva York por Anatoliy Zlenko y Alois Mock. El 3 de abril de 2000 se abrió la embajada de Ucrania en Viena.

## Embajadores
| N  | Años      | Embajador             | Imagen | Posición                       |
| -- | --------- | --------------------- | ------ | ------------------------------ |
| 1  | 1918      | Andrii Yakovliv       |        | Jefe de la misión diplomática  |
| 2  | 1918–1919 | Vyacheslav Lypynsky   |        | Jefe de la misión diplomática  |
| 3  | 1919      | Vasyl Mazurenko       |        | Jefe de la misión diplomática  |
| 4  | 1919–1921 | Hryhorii Sydorenko    |        | Jefe de la misión diplomática  |
| 5  | 1921      | Mykola Zalizniak      |        | Jefe de la misión diplomática  |
| 6  | 1921–1922 | Yuriy Kotsiubynsky    |        | Representante plenipotenciario |
| 7  | 1922      | Hryhorii Besiedovskyi |        | Charge d'Affaires              |
| 8  | 1922–1923 | Dmytro Bohomolov      |        | Primer secretario              |
| 9  | 1992–1994 | Yurii V. Kostenko     |        | Embajador                      |
| 10 | 1994–1999 | Mykola Makarevych     |        | Embajador                      |
| 11 | 1999–2004 | Volodímir Ohryzko     |        | Embajador                      |
| 12 | 2004–2005 | Yurii Polurez         |        | Embajador                      |
| 13 | 2005–2007 | Volodímir Yelchenko   |        | Embajador                      |
| 14 | 2007–2008 | Vadym Kostiuk         |        | Chargé d'Affaires ad interim   |
| 15 | 2008–2010 | Yevhen Chornobryvko   |        | Embajador                      |
| 16 | 2010      | Vasyl Kyrylych        |        | Chargé d'Affaires ad interim   |
| 17 | 2010–2014 | Andrii Bereznyi       |        | Embajador                      |
| 18 | 2014      | Oleksandr Scherba     |        | Embajador                      |